# Nerealizované tramvaje Konstal
Společnost Konstal byla tradičním polským výrobcem tramvají, jejichž výrobu zahájila v roce 1959. V průběhu let vzniklo také množství projektů tramvají, které nikdy nebyly ve skutečnosti realizovány nebo byly realizovány pouze částečně.

## Konstal 11N

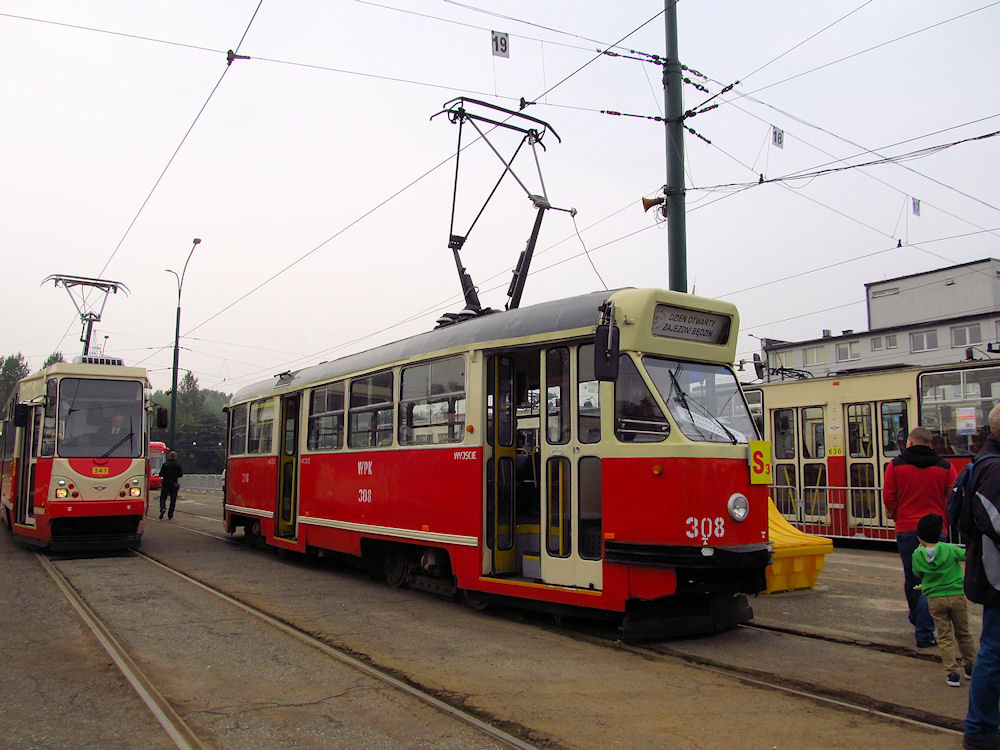
Z projektu tramvaje 11N byla odvozena tramvaj 13N (na snímku)

Projekt tramvaje 11N vznikl v Konstalu na počátku 50. let 20. století. Mělo se jednat o vozidlo konstrukčně navazující na československé tramvaje typu Tatra T1, vyrobené pro Varšavu. Brzdy i všechny doplňkové funkce (dveře, vnější osvětlení, nouzové osvětlení, výstražný zvonec a další) měly byť řešeno elektrickými přístroji na pomocné napětí 24 V. Projekt byl opuštěn kvůli problémům s výrobou elektrické vyzbroje.

## Konstal 12N
Tramvaj 12N měla být zjednodušenou verzí tramvaje 11N, určenou pro další polská města. Projekt byl opuštěn kvůli problémům s výrobou elektrické vyzbroje.

## Konstal 103N
Projekt tramvaje 103N vznikl v roce 1968. 103N měla vycházet koncepčně z československé tramvaje Tatra T5. Mělo se jednat o jednosměrný čtyřnápravový motorový tramvajový vůz. Tramvaj měla byť vybavena odporovou stykačovou regulací. Byl také navržen vlečný vůz 403N.

## Konstal 104N

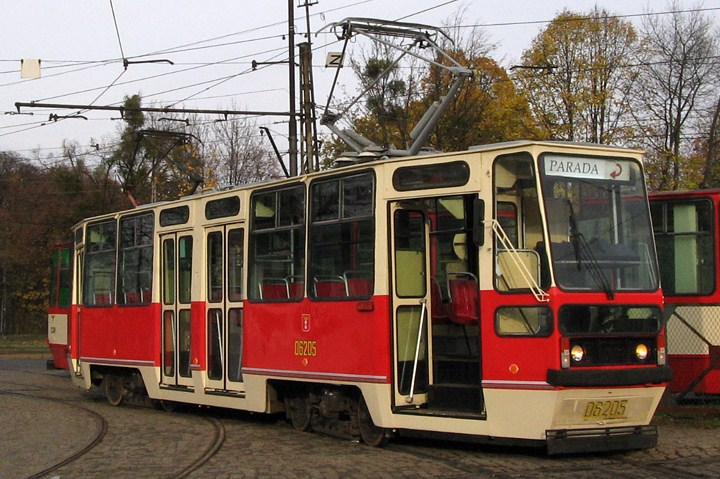
Z projektu tramvaje 104N byla odvozena tramvaj 105N (na snímku)

V roce 1971 byl navržen projekt tramvaje 104N. Mělo se jednat o jednosměrný jednočlánkový motorový tramvajový vůz se dvěma dvounápravovými podvozky. V pravé bočnici se měly nacházet čtvery dveře.
- Délka: 15 m

## Konstal 107N
Konstal 107N byl projekt osminápravového kloubového motorového tramvajového vozu odvozeného z typu 105N.

## Konstal 108N
Mělo se jednat o jednosměrný čtyřnápravový motorový tramvajový vůz, jehož konstrukční řešení mělo vycházet z vozu Konstal 105N.

## Konstal 110N a 110Nx

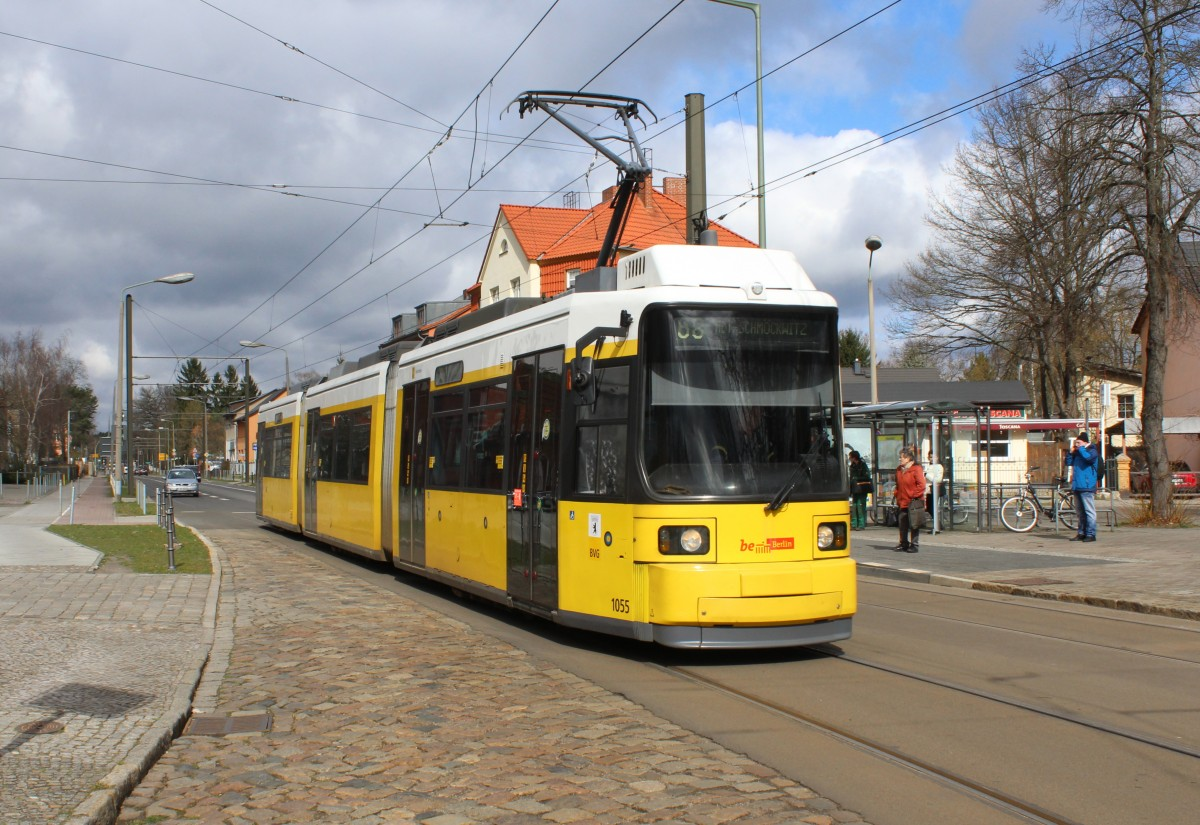
Konstal 110N měl být vyráběný na základě koncepce německé tramvaje GT6N (na snímku)

Konstal 110N měla být obousměrná tříčlánková nízkopodlažní tramvaj vyráběná na základě licence poskytnuté německou firmou Adtranz. Mělo se jednat o čtyřnápravový motorový tramvajový vůz. V pravé bočnici se měly nacházet troje dveře. Toto vozidlo mělo být určeno pro Varšavu, dopravní podnik ale toto řešení odmítl. V letech 1993–1994 vznikla pouze vozová skříň, která mela byt použita pro odlišný projekt 110Nx. K realizaci ani jednoho vozu ale nedošlo.

## Další projekty
V 90. letech 20. století byly zpracovány návrhy dalších tramvají.
- 4A měl být obousměrný tříčlánkový osminápravový motorový tramvajový vůz s nízkou podlahou v prvním a třetím článku.
- 4B měl být obousměrný tříčlánkový osminápravový motorový tramvajový vůz se středním částečně nízkopodlažním článkem. Koncepčně připomínal ruskou tramvaj LVS-93.
- 4C měl být obousměrný tříčlánkový osminápravový motorový tramvajový vůz se středním nízkopodlažním článkem. Koncepčně připomínal českou tramvaj Tatra KT8D5N.
- 4D měl být jednosměrný dvoučlánkový šestinápravový motorový tramvajový vůz s nízkou podlahou ve čtvrtých dveřích. Koncepčně připomínal prototypovou tramvaj Konstal 112N.
- 4E měl být obousměrný tříčlánkový osminápravový motorový tramvajový vůz bez nízké podlahy. Koncepčně připomínal ruskou tramvaj LVS-93.
- 8A měl být jednosměrný dvoučlánkový šestinápravový motorový tramvajový vůz s nízkou podlahou ve čtvrtých dveřích. Koncepčně připomínal prototypovou tramvaj Konstal 112N.
- 4AKr měl být obousměrný dvoučlánkový šestinápravový motorový tramvajový vůz s nízkou podlahou ve druhých dveřích. Podvozky byly uspořádány jako v ruské tramvaji LVS-97.
- 4CKr měl být jednosměrný dvoučlánkový šestinápravový motorový tramvajový vůz s nízkou podlahou ve druhých a třetích dveřích, obousměrný dvoučlánkový šestinápravový motorový tramvajový vůz s nízkou podlahou ve druhých dveřích nebo obousměrný dvoučlánkový šestinápravový motorový tramvajový vůz bez nízké podlahy.
- F měl být obousměrný dvoučlánkový šestinápravový motorový tramvajový vůz se středním nízkopodlažním článkem. Připomínal jednosměrnou tramvaj HCP 115N, která byla postavena v roce 1995.